# Bengt Liljenberg
Bengt John Sigvard Liljenberg, född den 23 maj 1945 i Malmö, är en svensk författare och jurist. 
År 1995 tog Liljenberg, som också studerat litteraturvetenskap, initiativ till bildandet av Danskt-Svenskt Författarsällskap, som han var ordförande för 1995–2002. Han medarbetar sedan 2003 regelbundet i Skånska Dagbladet.